# 涂岭镇
涂岭镇是中国福建省泉州市泉港区下辖的一个镇。

## 历史沿革
涂岭镇宋朝属城山乡。元朝，属忠恕乡。清朝，属东坪铺、鳌塘铺、承天铺、樟市铺。
中华民国二十三年，设涂岭区公所。民国36年，改涂岭乡。
1949年9月，改设第八区。期间经过多次行政区划变动。1956年6月，涂岭区撤销并设立驿坂区。1958年，撤区并乡并设涂岭乡、驿坂乡和东寨乡，后合并为涂岭乡。1958年9月，人民公社化并属超先公社，设涂岭管区。1961年，成立涂岭人民公社。1984年10月，成立涂岭乡。1992年，置肖厝镇涂岭街道。1996年，改设涂岭镇。

## 行政区划
涂岭镇共辖1个社区、21个行政村。
幸福社区、涂岭村、秀溪村、溪头村、白潼村、清美村、下炉村、世上村、汶阳村、芦朴村、松园村、小坝村、前欧村、路口村、邱后村、驿坂村、五社村、溪西村、土型村、樟脚村、寨后村和黄田村。
| 行政村   | 自然村                                                                                               | 姓氏                           | 备注       |
| -------- | --- | ------------------------------ | ---------- |
| 幸福社区 | |                                |            |
| 涂岭     | 涂岭街、新街、顶打珠、下打珠、后坪、林角、泗州新村、西吴、刘厝、长箱、洋尾、埔上、亭铺、西吴墩、寨内 | 王、陈、吴、蔡、朱、林、黄、周 | 章姓       |
| 秀溪     | 湖 内、吟兜、棋盘、园头、桥头                                                                        | 王、陈、吴、蔡、廖             |            |
| 世上     | 世 上、大埔                                                                                          | 陈                             |            |
| 寨后     | 新厝、下寨、芹坑、店仔、石峡里、大厝、草垄、后窟、田墘、内厝                                         | 吴、王、郑                     |            |
| 黄田     | 内埔、大垄、庵前廊、大墘、庵前、洋尾、下厅、涂楼、溪坪、厝斗、蔡田、大垵、下洋                       | 陈、赖、廖                     |            |
| 前瓯     | 前瓯、和溜、梧洋、新村、西尾池、新店头、新厝、顶中尼坑、乌面宫、下中尼坑                             | 陈、出、张、孙、吴、周、黄     |            |
| 小坝     | 洪厝坑、横溪、甘蔗园、后头、上新、东州、南型、新村                                                   | 出、陈                         |            |
| 涂型     | 温厝、后厝坑、白竹田、马路、半岭、羊毛、顶山                                                         | 出、陈                         |            |
| 驿坂     | 驿坂、糖灶、后吴新村、虎窟、后田角、酒店、洪厝                                                       | 曾、陈                         |            |
| 樟脚     | 樟脚、岭头、竹湖、小山、黎岭、西坑、陆厝、面前、馆仔、樟脚、涂楼、大宅                               | 蔡、陈、陆、萧、许、出         |            |
| 松园     | 赤土埔、松园、洋尾、东湖、新桥、洋林、垄尾、顶虎岩、下虎岩、梧坑、西安、白岩                         | 张、曾、李                     |            |
| 清美     | 清美、前涂、尾厝                                                                                     | 潘、黄                         |            |
| 白潼     | 白水、白水岭、后望、潼关                                                                             | 刘][郑][陈][杨][林\|           |            |
| 溪头     | 溪头、路尾、南田、庄仔埕                                                                             | 王、潘                         |            |
| 下炉     | 水鸡窟、水窟、下炉、黄山郑、梧厝、埔尾                                                               | 黄、刘、王                     |            |
| 芦朴     | 路打、下敦、西垄、上埕、后埔、叶厝埔                                                                 | 黄、宋、蔡                     | 原名“路打” |
| 溪西     | 顶溪西、涵仔、石山新村、巷仔口新村、下溪西、溪西                                                     | 任、陈、叶                     |            |
| 五社     | 模 柄、园内、八担、岭下、上黄                                                                        | 何、王、高                     |            |
| 路口     | 路口、花园、五里松、竹洋、西坑、后山、新村、路西庄、湖仔内、后山仔、岭后                             | 陈                             |            |
| 汶阳     | 南头、后宫、盘 石、北头、顶山、祖厝、中厝、新厝                                                      | 吴                             |            |
| 丘后     | 丘后、墩园、溪头、下林、铺头、小三乡                                                                 | 黄、林、李                     | 原名“久丘” |

## 交通
国道324线和涂肖二级公路经过该镇，福厦高速公路在该镇驿坂村设有互通口。
另外，漳泉肖铁路经过境内。